# Любатович Тетяна Спиридонівна
Любатович Тетяна Спиридонівна (рос. Любатович Татьяна Спиридоновна; 1 [13] січня 1859, Саранський повіт, Пензенська губернія — 19 серпня (в деяких джерелах — 11 травня) 1932, Москва) — російська оперна співачка (меццо-сопрано і контральто) та вокальний педагог.
Рідна сестра Ольги, Віри, Анни і Клавдії Любатович.
Дочка вихідця з Чорногорії, дворянина, колезького асесора, відставного інженера Московського Межового інституту, власника цегельного заводу в Москві. З дитячих років жила в Москві.
В 11 років вступила до Московської консерваторії (клас фортепіано Л. Ф. Лангера; в 1878—1883 роках навчалася співу в класі М. М. Милорадович; сценічну майстерність вивчала під керівництвом І. В. Самаріна). Постійно удосконалювала вокальну майстерність в Італії у Della-Valle (1886), потім в Мілані у Мартіна Петца і Ізабелли Галетті, в Парижі у Дезіре Арто (під її керівництвом підготувала партію Даліли — «Самсон і Даліла» К. Сен-Санса) і професора Бертрамі.
У 1883 році дебютувала в партії Зібеля («Фауст» Ш. Гуно) на оперній сцені в Харкові (антреприза П. М. Медведєва).
Понад 20 років виступала в приватних оперних антрепризах: в Одесі (1884/85, 1887, 1890, 1893/94, 1896/97, 1901/02), Києві (1888, 1892/93, 1900, 1903).
У Москві в Приватної російської опері С. Мамонтова, дебютувала 9 січня 1885 в партії Княгині — «Русалка» О. Даргомижського, де співала до 1887 і в 1890, 1895, 1896, 1898; після банкрутства Приватної російської опери стала виступати на сцені Товариства російської приватної опери, 1899—1900, 1900/01).